# Llançament de disc
El llançament de disc és una prova de l'atletisme en què es llança un objecte pesant de secció circular denominat disc el més lluny possible. És un esport antic, com demostra l'estàtua de Miró el Discòbol, del segle V aC. Tot i que no forma part del pentatló modern, va ser una de les proves que de l'antic pentatló antic, que es pot remuntar almenys al 708 aC. Forma part del decatló.

## Història
L'esport de llançar el disc es remunta a l'antiga Grècia, on era un dels esports del Jocs Olímpics de l'antiguitat. El disc com a esport va ser ressuscitat a Magdeburg, Alemanya, per Christian Georg Kohlrausch i els seus estudiants durant la dècada de 1870. La competició organitzada es va reprendre a finals del segle xix i ha format part dels Jocs Olímpics d'Estiu moderns des de la primera edició, els Jocs Olímpics d'Estiu de 1896.
El primer atleta modern que va llançar el disc mentre feia girar tot el cos va ser František Janda-Suk, de Bohèmia (actual República Txeca). Va inventar aquesta tècnica en estudiar la posició de la famosa estàtua del Discòbol. Després de només un any desenvolupant la tècnica va guanyar una medalla de plata als Jocs Olímpics de 1900.
La competició femenina va començar a les primeres dècades del segle xx. Inicialment la competició es va disputar a nivell nacional i regional, per ser afegida al programa olímpic als Jocs de 1928.

## Característiques del disc
El pes del disc és de 2 kg per a homes i d'1 kg per a dones.
Té un diàmetre de 219–221 mm i una amplada de 44–46 mm en la categoria masculina mentre que en la femenina té un diàmetre de 180–182 mm i una amplada de 37–39 mm.
| Edat            | Homes  | Dones   |
| --------------- | ------ | ------- |
| High School     | 1.6 kg | 1 kg    |
| Collegiate      | 2 kg   | 1 kg    |
| Professional    | 2 kg   | 1 kg    |
| Masters (35-59) | 1.5 kg | 1 kg    |
| Masters (60-74) | 1 kg   | 1 kg    |
| Masters (75+)   | 1 kg   | 0.75 kg |

| Edat  | Homes   | Dones   |
| ----- | ------- | ------- |
| ≤17   | 1.5 kg  | 1 kg    |
| 18-19 | 1.75 kg | 1 kg    |
| 20-49 | 2 kg    | 1 kg    |
| 50-59 | 1.5 kg  | 1 kg    |
| 60-74 | 1 kg    | 1 kg    |
| 75+   | 1 kg    | 0.75 kg |

## Tècnica de llançament
L'atleta ha d'iniciar la seva actuació des d'una posició estàtica. El disc ha de ser subjectat per la part superior dels dits, amb els tous de manera que no caigui a terra. L'atleta haurà de posar-se a la part de darrere. Des d'aquesta part s'inicia el moviment fent un pas cap endarrere i fent una volta sobre el seu propi eix i llençant quedant davant del camp de llançament. Haurà d'abandonar el cercle una vegada que el disc hagi caigut a terra. Perquè sigui vàlid el llançament el disc haurà de caure dins de la part interior de les línies de demarcació del sector de caiguda. També l'atleta ha de sortir per la part d'enrere del cercle, després d'haver realitzat el seu llançament. Un llançament es mesura des de la marca més propera efectuada pel disc fins a l'interior de la circumferència del cercle. L'atleta no pot introduir res al cercle.

## Llançament nul
Motius:
- Tocar amb qualsevol part del cos la part superior de la vora metàl·lica o fora del cercle
- Sortir per la part de davant del cercle
- Sortir abans que es produeixi la caiguda de l'artefacte
- Caure l'artefacte fora del sector
- Retard en l'execució

Per a controlar les marques i els nuls hi ha jutges federats.

## Rècords
- Actualitzat a 25 de març de 2024[7][8]

| Gènere | Distància | Atleta           | Data                | Lloc           |
| M      | 74.08 m   | Jürgen Schult    | 6 de juny de 1986   | Neubrandenburg |
| F      | 76.80 m   | Gabriele Reinsch | 9 de juliol de 1988 | Neubrandenburg |

### Rècords continentals
| Continent                                 | Masculí      | Masculí         | Masculí      | Femení       | Femení             | Femení          |
| Continent                                 | Distància    | Atleta          | Nació        | Distància    | Atleta             | Nació           |
| ----------------------------------------- | ------------ | --------------- | ------------ | ------------ | ------------------ | --------------- |
| Àfrica                                    | 70.32 metres | Frantz Kruger   | Sud-àfrica   | 64.96 metres | Chioma Onyekwere   | Nigèria         |
| Àsia                                      | 69.32 metres | Ehsan Hadadi    | Iran         | 71.68 metres | Xiao Yanling       | R.P. de la Xina |
| Europa                                    | 74.08 metres | Jürgen Schult   | RDA          | 76.80 metres | Gabriele Reinsch   | RDA             |
| Amèrica del Nord, Amèrica Central i Carib | 71.32 metres | Ben Plucknett   | Estats Units | 71.46 metres | Valarie Allman     | Estats Units    |
| Oceania                                   | 70.39 metres | Alex Rose       | Samoa        | 69.64 metres | Dani Stevens       | Austràlia       |
| Amèrica del Sud                           | 70.29 metres | Mauricio Ortega | Colòmbia     | 65.34 metres | Andressa de Morais | Brasil          |

## Millors marques mundials

### Millors marques masculines
- Actualitzat a 25 de març de 2024.[9]

| Pos. | Dist. (m) | Atleta                  | Data            | Seu            | Ref.   |
| ---- | --------- | ----------------------- | --------------- | -------------- | ------ |
| 1    | 74.08     | Jürgen Schult (GDR)     | 6 juny 1986     | Neubrandenburg |        |
| 2    | 73.88     | Virgilijus Alekna (LTU) | 3 agost 2000    | Kaunas         |        |
| 3    | 73.38     | Gerd Kanter (EST)       | 4 setembre 2006 | Helsingborg    |        |
| 4    | 71.86     | Yuriy Dumchev (URS)     | 29 maig 1983    | Moscou         |        |
| 4    | 71.86     | Daniel Ståhl (SWE)      | 29 juny 2019    | Bottnaryd      | [ 10 ] |
| 4    | 71.86     | Kristjan Ceh            | 16 juny 2023    | Johvi          | [ 11 ] |
| 7    | 71.84     | Piotr Małachowski (POL) | 8 juny 2013     | Hengelo        |        |
| 8    | 71.70     | Róbert Fazekas (HUN)    | 14 juliol 2002  | Szombathely    |        |
| 9    | 71.50     | Lars Riedel (GER)       | 3 maig 1997     | Wiesbaden      |        |
| 10   | 71.32     | Ben Plucknett (USA)     | 4 juny 1983     | Eugene         |        |

### Millors marques femenines
- Actualitzat a 25 de març de 2024.[12]

| Pos. | Dist. (m) | Atleta                    | Seu             | Data            | Ref. |
| ---- | --------- | ------------------------- | --------------- | --------------- | ---- |
| 1    | 76.80     | Gabriele Reinsch (GDR)    | Neubrandenburg  | 9 juliol 1988   |      |
| 2    | 74.56     | Zdeňka Šilhavá (TCH)      | Nitra           | 26 agost 1984   |      |
| 2    | 74.56     | Ilke Wyludda (GDR)        | Neubrandenburg  | 23 juliol 1989  |      |
| 4    | 74.08     | Diana Sachse (GDR)        | Karl-Marx-Stadt | 20 juny 1987    |      |
| 5    | 73.84     | Daniela Costian (ROU)     | Bucarest        | 30 abril 1988   |      |
| 6    | 73.36     | Irina Meszynski (GDR)     | Praga           | 17 agost 1984   |      |
| 7    | 73.28     | Galina Savinkova (URS)    | Donetsk         | 8 setembre 1984 |      |
| 8    | 73.22     | Tsvetanka Khristova (BUL) | Kazanlak        | 19 abril 1987   |      |
| 9    | 73.10     | Gisela Beyer (GDR)        | Berlín          | 20 juliol 1984  |      |
| 10   | 72.92     | Martina Hellmann (GDR)    | Potsdam         | 20 agost 1987   |      |

## Medallistes Olímpics

### Medallistes masculins
| Edició               | Or                 | Plata                 | Bronze               |
| 1896 Atenes          | Robert Garrett     | P. Paraskevópulos     | Sotirios Versís      |
| 1900 París           | Rudolf Bauer       | František Janda-Suk   | Richard Sheldon      |
| 1904 St. Louis       | Martin Sheridan    | Ralph Rose            | Nikolaos Georgantas  |
| 1908 Londres         | Martin Sheridan    | Merritt Giffin        | Marquis Horr         |
| 1912 Estocolm        | Armas Taipale      | Richard Byrd          | James Duncan         |
| 1920 Anvers          | Elmer Niklander    | Armas Taipale         | Gus Pope             |
| 1924 París           | Clarence Houser    | Vilho Niittymaa       | Thomas Lieb          |
| 1928 Amsterdam       | Clarence Houser    | Antero Kivi           | James Corson         |
| 1932 Los Angeles     | John Anderson      | Henri LaBorde         | Paul Winter          |
| 1936 Berlín          | Ken Carpenter      | Gordon Dunn           | Giorgio Oberweger    |
| 1948 Londres         | Adolfo Consolini   | Giuseppe Tosi         | Fortune Gordien      |
| 1952 Hèlsinki        | Sim Iness          | Adolfo Consolini      | James Dillion        |
| 1956 Melbourne       | Al Oerter          | Fortune Gordien       | Des Koch             |
| 1960 Roma            | Al Oerter          | Rink Babka            | Dick Cochran         |
| 1964 Tòquio          | Al Oerter          | Ludvík Daněk          | Dave Weill           |
| 1968 Ciutat de Mèxic | Al Oerter          | Lothar Milde          | Ludvík Daněk         |
| 1972 Múnic           | Ludvík Daněk       | Jay Silvester         | Ricky Bruch          |
| 1976 Mont-real       | Mac Wilkins        | Wolfgang Schmidt      | John Powell          |
| 1980 Moscou          | Viktor Rashchupkin | Imrich Bugár          | Luis Delís           |
| 1984 Los Angeles     | Rolf Danneberg     | Mac Wilkins           | John Powell          |
| 1988 Seül            | Jürgen Schult      | Romas Ubartas         | Rolf Danneberg       |
| 1992 Barcelona       | Romas Ubartas      | Jürgen Schult         | Roberto Moya         |
| 1996 Atlanta         | Lars Riedel        | Vladimir Dubrovshchik | Vasiliy Kaptyukh     |
| 2000 Sydney          | Virgilijus Alekna  | Lars Riedel           | Frantz Kruger        |
| 2004 Atenes          | Virgilijus Alekna  | Zoltán Kövágó         | Aleksander Tammert   |
| 2008 Pequín          | Gerd Kanter        | Piotr Małachowski     | Virgilijus Alekna    |
| 2012 Londres         | Robert Harting     | Virgilijus Alekna     | Ehsan Haddadi        |
| 2016 Rio             | Christoph Harting  | Piotr Małachowski     | Daniel Jasinski      |
| 2020 Tòquio          | Daniel Stahl       | Simon Pettersson      | Lukas Weisshaidinger |

### Medallistes femenines
| Edició               | Or                   | Plata                | Bronze               |
| 1928 Amsterdam       | Halina Konopacka     | Lillian Copeland     | Ruth Svedberg        |
| 1932 Los Angeles     | Lillian Copeland     | Ruth Osborn          | Jadwiga Wajs         |
| 1936 Berlín          | Gisela Mauermayer    | Jadwiga Wajs         | Paula Mollenhauer    |
| 1948 Londres         | Micheline Ostermeyer | Edera Gentile        | Jacqueline Mazéas    |
| 1952 Hèlsinki        | Nina Romashkova      | Y. Bagriantseva      | Nina Dumbadze        |
| 1956 Melbourne       | Olga Fikotová        | Irina Beglyakova     | Nina Romashkova      |
| 1960 Roma            | Nina Romashkova      | Tamara Press         | Lia Manoliu          |
| 1964 Tòquio          | Tamara Press         | Ingrid Lotz          | Lia Manoliu          |
| 1968 Ciutat de Mèxic | Lia Manoliu          | Liesel Westermann    | Jolán Kleiber        |
| 1972 Múnic           | Faina Melnyk         | Argentina Menis      | Vasilka Stoeva       |
| 1976 Mont-real       | Evelin Schlaak       | Maria Vergova        | Gabriele Hinzmann    |
| 1980 Moscou          | Evelin Jahl          | Maria Vergova        | Tatyana Lesovaya     |
| 1984 Los Angeles     | Ria Stalman          | Leslie Deniz         | Florenta Craciunescu |
| 1988 Seül            | Martina Hellmann     | Diana Gansky         | Tsvetanka Khristova  |
| 1992 Barcelona       | Maritza Martén       | Tsvetanka Khristova  | Daniela Costian      |
| 1996 Atenes          | Ilke Wyludda         | Natalya Sadova       | Ellina Zvereva       |
| 2000 Sydney          | Ellina Zvereva       | Anastasia Kelesidu   | Iryna Yatchenko      |
| 2004 Atenes          | Natalya Sadova       | Anastasia Kelesidu   | Iryna Yatchenko      |
| 2008 Pequín          | Stephanie Brown      | Yarelis Barrios      | Olena Antónova       |
| 2012 Londres         | Sandra Perković      | Li Yanfeng           | Yarelys Barrios      |
| 2016 Rio             | Sandra Perković      | Mélina Robert-Michon | Denia Caballero      |
| 2020 Tòquio          | Valarie Allman       | Kristin Pudenz       | Yaime Pérez          |